# Morti nel 1864
| Questa pagina contiene informazioni ricavate automaticamente dalle voci biografiche con l'ausilio del template Bio e di un bot. L'aggiornamento è periodico e automatico e ricostruisce completamente la pagina. Se manca una persona in questa lista, sei pregato di non aggiungerla, ma accertati piuttosto che la sua voce biografica contenga il template Bio e che i dati anagrafici siano correttamente compilati. Se il template Bio manca, inseriscilo tu stesso o, in alternativa, metti l'avviso {{tmp\|Bio}} che ne segnala la mancanza. Se i dati riportati sono sbagliati, correggi direttamente la voce biografica; le modifiche saranno visibili in questa lista entro pochi giorni. Per chiarimenti vedi il progetto biografie. La lista contiene solo le 290 persone che sono citate nell'enciclopedia e per le quali è stato implementato correttamente il template Bio. Pagina aggiornata al 10 ago 2025. |

## Gennaio(25)
- 1º gennaio - Friedrich Egermann, artista tedesco (n. 1777)
- 3 gennaio - William Behnes, scultore e pittore inglese (n. 1794)
- 3 gennaio - Tito Coppi, magistrato e politico italiano (n. 1797)
- 3 gennaio - John Joseph Hughes, arcivescovo cattolico irlandese (n. 1797)
- 6 gennaio - Ernesto Capocci di Belmonte, matematico, astronomo e politico italiano (n. 1798)
- 7 gennaio - Thomas Turton, matematico e vescovo anglicano inglese (n. 1780)
- 8 gennaio - Victor Dourlen, compositore francese (n. 1780)
- 9 gennaio - Francesco Besucco, italiano (n. 1850)
- 11 gennaio - Domenico Piraino, politico italiano (n. 1801)
- 13 gennaio - Stephen Foster, compositore statunitense (n. 1826)
- 16 gennaio - Cheoljong di Joseon, sovrano coreano (n. 1831)
- 16 gennaio - Jacques Etienne Gay, botanico francese (n. 1786)
- 16 gennaio - George Murray, VI duca di Atholl, nobile scozzese (n. 1814)
- 16 gennaio - Ferdinand-Alphonse Hamelin, ammiraglio francese (n. 1796)
- 16 gennaio - Anton Felix Schindler, musicista e direttore d'orchestra austriaco (n. 1795)
- 19 gennaio - Juliette Colbert, filantropa francese (n. 1786)
- 19 gennaio - Jean-Marie Farina, profumiere e mercante italiano (n. 1785)
- 20 gennaio - Giovanni Plana, matematico, astronomo e geodeta italiano (n. 1781)
- 23 gennaio - Michele Puccini, compositore italiano (n. 1813)
- 27 gennaio - Leo von Klenze, architetto, pittore e scrittore tedesco (n. 1784)
- 27 gennaio - Heinrich Rose, mineralogista e chimico tedesco (n. 1795)
- 28 gennaio - Émile Clapeyron, ingegnere e fisico francese (n. 1799)
- 29 gennaio - Niccola Monti, pittore italiano (n. 1781)
- 30 gennaio - Jean-Antoine Fabre, economista francese (n. 1794)
- 31 gennaio - Michael Sachs, rabbino prussiano (n. 1808)

## Febbraio(25)
- 1º febbraio - Fëdor Kuz'mič, mistico russo
- 1º febbraio - Luisa Maria di Borbone-Francia, duchessa (n. 1819)
- 2 febbraio - Francesco Paolo Bozzelli, giurista, filosofo e politico italiano (n. 1786)
- 2 febbraio - Adelaide Anne Procter, poetessa britannica (n. 1825)
- 6 febbraio - Marcus Morton, avvocato, giurista e politico statunitense (n. 1784)
- 6 febbraio - Frederic Tudor, mercante statunitense (n. 1783)
- 7 febbraio - Vuk Stefanović Karadžić, linguista, scrittore e etnologo serbo (n. 1787)
- 8 febbraio - Domenico Maria Belzoppi, politico sammarinese (n. 1796)
- 9 febbraio - Luigi Configliachi, docente, filantropo e botanico italiano (n. 1787)
- 9 febbraio - Adrien-Louis Lusson, architetto e decoratore francese (n. 1788)
- 12 febbraio - Friedrich Wilhelm Arnold, editore musicale e compositore tedesco (n. 1810)
- 12 febbraio - Al-Ḥāǧǧ ʽUmar, politico e militare senegalese
- 14 febbraio - William Dyce, pittore e docente scozzese (n. 1806)
- 15 febbraio - Adam Wilhelm Moltke, politico danese (n. 1785)
- 17 febbraio - Mario Giuseppe Mirone, vescovo cattolico italiano (n. 1789)
- 19 febbraio - Dmitrij Nikolaevič Bludov, politico russo (n. 1785)
- 19 febbraio - Giovan Battista Pagani, politico e giurista italiano (n. 1784)
- 19 febbraio - Antoinette de Mérode, contessa belga (n. 1828)
- 20 febbraio - John Edward Bouligny, politico statunitense (n. 1824)
- 23 febbraio - Peter Kaiser, storico e politico liechtensteinese (n. 1793)
- 23 febbraio - Samuele Mazzuchelli, missionario italiano (n. 1806)
- 25 febbraio - Anna Harrison, first lady statunitense (n. 1775)
- 26 febbraio - Gustavo Benso di Cavour, nobile e politico italiano (n. 1806)
- 27 febbraio - Bernardo Falqui Pes, politico italiano (n. 1788)
- 27 febbraio - Edward Hitchcock, geologo, paleontologo e botanico statunitense (n. 1793)

## Marzo(18)
- 2 marzo - Jean Alaux, pittore francese (n. 1786)
- 3 marzo - Manley Hall Dixon, ammiraglio britannico (n. 1786)
- 5 marzo - Ermanno di Wied, principe (n. 1814)
- 7 marzo - Charles Didier, scrittore, poeta e viaggiatore svizzero (n. 1805)
- 7 marzo - Amélie Guillot-Saguez, pittrice e fotografa francese (n. 1810)
- 13 marzo - Domenico Lucciardi, cardinale italiano (n. 1796)
- 13 marzo - Ninco Nanco, brigante italiano (n. 1833)
- 17 marzo - Alexandre Calame, pittore e incisore svizzero (n. 1810)
- 17 marzo - Luigi Ghilardi, militare italiano (n. 1810)
- 21 marzo - Hippolyte Flandrin, pittore francese (n. 1809)
- 21 marzo - Luke Howard, chimico, farmacista e meteorologo inglese (n. 1772)
- 22 marzo - George Hamilton Gordon, V conte di Aberdeen, nobile e politico scozzese (n. 1816)
- 23 marzo - William Baring, II barone Ashburton, politico britannico (n. 1799)
- 25 marzo - Karl Ernst Claus, chimico tedesco (n. 1796)
- 25 marzo - Vincenzo Lazari, numismatico, archeologo e storico italiano (n. 1823)
- 26 marzo - Carlo Emanuele dal Pozzo della Cisterna, nobile e patriota italiano (n. 1787)
- 27 marzo - Jean-Jacques Ampère, scrittore francese (n. 1800)
- 28 marzo - Luisa Carlotta di Danimarca, principessa danese (n. 1789)

## Aprile(17)
- 2 aprile - Johann Nepomuk Berger della Pleisse, militare austriaco (n. 1768)
- 2 aprile - Ildegarda di Baviera, principessa tedesca (n. 1825)
- 4 aprile - John Pierre Burr, attivista statunitense (n. 1792)
- 4 aprile - Valentino Pasini, patriota e politico italiano (n. 1806)
- 5 aprile - Angelo Baldassarri, patriota e militare italiano (n. 1832)
- 8 aprile - Alexandre Beauprêtre, militare francese (n. 1819)
- 8 aprile - Attilio Mori, patriota italiano (n. 1810)
- 14 aprile - José Domingo Costa y Borrás, arcivescovo cattolico spagnolo (n. 1805)
- 16 aprile - Bartolomeo Bongiovanni, pittore, scultore e architetto italiano (n. 1791)
- 17 aprile - Pietro Monticelli, politico e patriota italiano (n. 1818)
- 18 aprile - Eugenio Barsanti, presbitero, ingegnere e inventore italiano (n. 1821)
- 21 aprile - Eugène Allard, pittore francese (n. 1829)
- 22 aprile - Grigorij Soroka, pittore russo (n. 1823)
- 26 aprile - Augusta Ferdinanda d'Asburgo-Lorena, principessa (n. 1825)
- 29 aprile - Charles Julien Brianchon, matematico francese (n. 1783)
- 29 aprile - Abraham Pineo Gesner, medico e geologo canadese (n. 1797)
- 30 aprile - Georg Ludwig Friedrich Laves, architetto, ingegnere e urbanista tedesco (n. 1788)

## Maggio(22)
- 2 maggio - Giacomo Meyerbeer, compositore tedesco (n. 1791)
- 6 maggio - Ludolph Christian Treviranus, botanico e biologo tedesco (n. 1779)
- 9 maggio - John Sedgwick, insegnante e generale statunitense (n. 1813)
- 9 maggio - Wilhelm Wolff, sociologo tedesco (n. 1809)
- 10 maggio - Joaquina Sitchez, soprano e attrice teatrale spagnola (n. 1780)
- 10 maggio - Heinrich Müller, anatomista tedesco (n. 1820)
- 11 maggio - Rodolphe Blanchet, numismatico, storico e politico svizzero (n. 1807)
- 12 maggio - James Ewell Brown Stuart, generale statunitense (n. 1833)
- 13 maggio - Ruggero Manna, compositore italiano (n. 1808)
- 13 maggio - Rudolf Wagner, anatomista e fisiologo tedesco (n. 1805)
- 15 maggio - Therese Brunetti, attrice teatrale e ballerina austriaca (n. 1782)
- 19 maggio - Nathaniel Hawthorne, scrittore statunitense (n. 1804)
- 20 maggio - John Clare, poeta inglese (n. 1793)
- 21 maggio - Gennaro Bellelli, politico italiano (n. 1812)
- 21 maggio - Theodor Waitz, psicologo, antropologo e filosofo tedesco (n. 1821)
- 22 maggio - Stanislao Campana, pittore italiano (n. 1795)
- 22 maggio - Aimable Pélissier, generale francese (n. 1794)
- 26 maggio - Charles Sealsfield, scrittore e giornalista austriaco (n. 1793)
- 28 maggio - Jean Reboul, poeta francese (n. 1796)
- 30 maggio - Nicolas Glasson, politico e giudice svizzero (n. 1817)
- 31 maggio - Pier Angelo Fiorentino, drammaturgo, giornalista e poeta italiano (n. 1811)
- 31 maggio - Amadio Zangari, vescovo cattolico italiano (n. 1806)

## Giugno(22)
- 1º giugno - Hong Xiuquan, generale cinese (n. 1814)
- 4 giugno - Nassau Senior, economista inglese (n. 1790)
- 11 giugno - James Frederick Ferrier, filosofo scozzese (n. 1808)
- 11 giugno - Heinrich von Holleben, generale e scrittore prussiano (n. 1784)
- 13 giugno - Girolamo Sacchetti, nobile italiano (n. 1806)
- 14 giugno - Francesco Comencini, organista italiano (n. 1792)
- 14 giugno - Ernst Ortlepp, poeta tedesco (n. 1800)
- 14 giugno - Leonidas Polk, vescovo anglicano e generale statunitense (n. 1806)
- 14 giugno - Pedro Santana, politico dominicano (n. 1801)
- 15 giugno - Archibald Acheson, III conte di Gosford, nobile e politico irlandese (n. 1806)
- 16 giugno - Ignazio Antonio I Samheri, patriarca cattolico ottomano (n. 1801)
- 17 giugno - William Cureton, orientalista britannico (n. 1808)
- 18 giugno - Gaetano Domenichini, pittore e incisore italiano (n. 1786)
- 18 giugno - William Smith O'Brien, politico e patriota irlandese (n. 1803)
- 19 giugno - Jean Nicolas Bréon, botanico e giardiniere francese (n. 1785)
- 20 giugno - Jacopo Vincenzo Foscarini, poeta e politico italiano (n. 1783)
- 23 giugno - Christian Ludwig Brehm, ornitologo tedesco (n. 1787)
- 25 giugno - Raffaele Carelli, pittore italiano (n. 1795)
- 25 giugno - Guglielmo I di Württemberg, re (n. 1781)
- 25 giugno - Francesco Sponzilli, militare, scienziato e architetto italiano (n. 1796)
- 27 giugno - Edoardo Francesco del Liechtenstein, generale austriaco (n. 1809)
- 30 giugno - Cornelis Backer, politico olandese (n. 1798)

## Luglio(19)
- 1º luglio - Lodovico Daziani, politico italiano (n. 1809)
- 5 luglio - Prokop Chocholoušek, scrittore e giornalista ceco (n. 1819)
- 5 luglio - Dimitrios Plapoutas, generale greco (n. 1786)
- 5 luglio - Andrew Horatio Reeder, avvocato e politico statunitense (n. 1807)
- 6 luglio - Theodor Wertheim, chimico austriaco (n. 1820)
- 13 luglio - Henryk Dembiński, generale polacco (n. 1791)
- 13 luglio - Mary FitzClarence, scrittrice inglese (n. 1798)
- 13 luglio - Julius August Christoph Zech, astronomo e matematico tedesco (n. 1821)
- 14 luglio - Vincenzo Maria Miglietti, politico italiano (n. 1809)
- 15 luglio - Anton Csorich von Monte Creto, generale austriaco (n. 1795)
- 16 luglio - Julija Fëdorovna Adlerberg, nobildonna russa (n. 1789)
- 21 luglio - Friedrich Ernst Leibold, botanico tedesco (n. 1804)
- 22 luglio - James B. McPherson, generale statunitense (n. 1828)
- 25 luglio - Benoît Mollard, politico francese (n. 1800)
- 26 luglio - Aleksandr Sergeevič Stroganov, ufficiale e politico russo (n. 1818)
- 26 luglio - András Fáy, poeta ungherese (n. 1786)
- 27 luglio - Ferdinand Palluel, politico e avvocato francese (n. 1796)
- 30 luglio - Filippo Minutilli, patriota e militare italiano (n. 1813)
- 31 luglio - Louis Hachette, editore francese (n. 1800)

## Agosto(18)
- 7 agosto - Janez Puhar, fotografo e inventore sloveno (n. 1814)
- 10 agosto - Michele Alberto Bancalari, fisico italiano (n. 1805)
- 10 agosto - Antonio Somma, drammaturgo, librettista e poeta italiano (n. 1809)
- 10 agosto - Isaac Varian, politico statunitense (n. 1793)
- 12 agosto - Sakuma Shōzan, politico giapponese (n. 1811)
- 15 agosto - José Ignacio de Sanjinés, poeta e giurista boliviano (n. 1786)
- 16 agosto - Paul-Charles-Amable de Bourgoing, diplomatico, politico e militare francese (n. 1791)
- 18 agosto - Francesco de Filos, scrittore e rivoluzionario italiano (n. 1772)
- 19 agosto - María Amparo Muñoz, nobile spagnola (n. 1834)
- 20 agosto - Hermann Schacht, farmacista e botanico tedesco (n. 1814)
- 21 agosto - Giuseppe Rubini, italianista italiano (n. 1793)
- 23 agosto - Tommaso Cuccioni, incisore e fotografo italiano
- 24 agosto - Jakob Lorber, mistico, scrittore e musicista sloveno (n. 1800)
- 27 agosto - Pavel Petrovič Liprandi, generale russo (n. 1796)
- 29 agosto - Maurizio di Dietrichstein, nobile e militare austriaco (n. 1775)
- 30 agosto - Domenico Savelli, cardinale italiano (n. 1792)
- 31 agosto - Barthélemy-Prosper Enfantin, imprenditore e scrittore francese (n. 1796)
- 31 agosto - Ferdinand Lassalle, scrittore e politico tedesco (n. 1825)

## Settembre(19)
- 2 settembre - Karl Eduard von Napiersky, storico della letteratura lettone (n. 1793)
- 4 settembre - Stephen Harriman Long, ingegnere, esploratore e militare statunitense (n. 1784)
- 5 settembre - Ferdinand de Bertier de Sauvigny, politico e nobile francese (n. 1782)
- 6 settembre - Gaetano Bedini, cardinale e arcivescovo cattolico italiano (n. 1806)
- 7 settembre - Gustav Friedrich Hetsch, architetto danese (n. 1788)
- 8 settembre - Johannes von Geissel, cardinale tedesco (n. 1796)
- 9 settembre - Jacques-Désiré Laval, presbitero francese (n. 1803)
- 13 settembre - Maximilian von Pelkhoven, politico e giurista tedesco (n. 1796)
- 15 settembre - John Hanning Speke, esploratore britannico (n. 1827)
- 16 settembre - Giambattista Passerini, filosofo, traduttore e patriota italiano (n. 1793)
- 16 settembre - Francesco Saverio da Camino, medico, chirurgo e patriota italiano (n. 1786)
- 17 settembre - Ambrogio Berchet, patriota italiano (n. 1784)
- 17 settembre - Walter Savage Landor, scrittore inglese (n. 1775)
- 18 settembre - Friedrich Wilhelm Kohl, pittore tedesco (n. 1811)
- 19 settembre - Pantaléon Costa de Beauregard, politico francese (n. 1806)
- 21 settembre - Nicola Belletti, vescovo cattolico italiano (n. 1782)
- 22 settembre - Thomas Francis Marshall, politico e avvocato statunitense (n. 1801)
- 26 settembre - Giuseppe Cusi, ingegnere e architetto italiano (n. 1780)
- 26 settembre - Ignazio Ribotti, militare e patriota italiano (n. 1809)

## Ottobre(21)
- 1º ottobre - Juan José Flores, politico venezuelano (n. 1799)
- 1º ottobre - Luigi Giura, ingegnere e architetto italiano (n. 1795)
- 4 ottobre - Theodor Fliedner, pastore protestante tedesco (n. 1800)
- 5 ottobre - Imre Madách, drammaturgo e scrittore ungherese (n. 1823)
- 7 ottobre - Apollon Aleksandrovič Grigor'ev, poeta, critico letterario e slavista russo (n. 1822)
- 7 ottobre - Saturnino Calderón de la Barca y Collantes, nobile e politico spagnolo (n. 1799)
- 9 ottobre - Rudolf Keyser, storico e archeologo norvegese (n. 1803)
- 9 ottobre - Varvara Alekseevna Razumovskaja, nobildonna russa (n. 1778)
- 9 ottobre - Filippo di Colloredo-Mels, italiano (n. 1778)
- 10 ottobre - Karl Wilhelm Isenberg, missionario tedesco (n. 1806)
- 12 ottobre - Roger Brooke Taney, avvocato e politico statunitense (n. 1777)
- 14 ottobre - Paul Scudo, critico musicale e musicologo francese (n. 1806)
- 15 ottobre - Ermolao Asinari di San Marzano, politico e diplomatico italiano (n. 1800)
- 15 ottobre - Enrico Pirajno, nobile e politico italiano (n. 1809)
- 17 ottobre - Paku Alam III, sovrano indonesiano (n. 1827)
- 18 ottobre - Henry Pelham-Clinton, V duca di Newcastle, politico britannico (n. 1811)
- 19 ottobre - Luigi Picchianti, chitarrista e critico musicale italiano (n. 1786)
- 20 ottobre - Carl Christian Rafn, storico, traduttore e antiquario danese (n. 1795)
- 26 ottobre - William T. Anderson, criminale statunitense (n. 1839)
- 29 ottobre - John Leech, illustratore britannico (n. 1817)
- 30 ottobre - Frederick Hervey, II marchese di Bristol, politico britannico (n. 1800)

## Novembre(29)
- 2 novembre - Juliana d'Oyengauzen, nobildonna portoghese (n. 1782)
- 2 novembre - Nathaniel Pitcher Tallmadge, politico statunitense (n. 1795)
- 3 novembre - Antônio Gonçalves Dias, poeta, drammaturgo e insegnante brasiliano (n. 1823)
- 7 novembre - Samuel Medary, politico statunitense (n. 1801)
- 7 novembre - David Sassoon, imprenditore e filantropo iracheno (n. 1792)
- 8 novembre - Juan Van Halen, generale spagnolo (n. 1788)
- 9 novembre - László Magyar, viaggiatore e esploratore ungherese (n. 1817)
- 10 novembre - Montagu Stopford, ammiraglio irlandese (n. 1798)
- 10 novembre - Simon von Stampfer, matematico, fisico e inventore austriaco
- 11 novembre - Giuseppe Del Re, politico, patriota e letterato italiano (n. 1806)
- 11 novembre - John Ramsay McCulloch, economista scozzese (n. 1789)
- 11 novembre - Pierre Auguste d'Orville, compositore di scacchi tedesco (n. 1804)
- 11 novembre - Panfilo Serafini, storico e patriota italiano (n. 1817)
- 16 novembre - Francesco Colombani, politico italiano (n. 1813)
- 17 novembre - Alessandro Della Rovere, politico e generale italiano (n. 1815)
- 18 novembre - Hong Tianguifu, generale cinese (n. 1849)
- 20 novembre - Francesca Scanagatta, militare italiana (n. 1776)
- 21 novembre - Jean-François Mollard, militare francese (n. 1795)
- 23 novembre - Hong Rengan, predicatore e rivoluzionario cinese (n. 1822)
- 23 novembre - Alessandro Michelini, politico italiano (n. 1804)
- 23 novembre - Friedrich Georg Wilhelm von Struve, astronomo tedesco (n. 1793)
- 24 novembre - Benjamin Silliman, chimico statunitense (n. 1779)
- 24 novembre - Gabriel Taborin, religioso francese (n. 1799)
- 25 novembre - David Roberts, pittore britannico (n. 1796)
- 27 novembre - Pietro Bagatti Valsecchi, pittore e miniaturista italiano (n. 1802)
- 27 novembre - Teodor Narbutt, storico e ingegnere lituano (n. 1784)
- 28 novembre - Pizzichicchio, brigante italiano (n. 1837)
- 28 novembre - Giuseppe Schiavone, brigante italiano (n. 1838)
- 29 novembre - Stevan Marković, politico serbo (n. 1804)

## Dicembre(20)
- 4 dicembre - Federico Augusto di Anhalt-Dessau, principe tedesco (n. 1799)
- 5 dicembre - George Howard, VII conte di Carlisle, nobile, politico e poeta britannico (n. 1802)
- 5 dicembre - Nikolaj Stepanovič Pimenov, scultore russo (n. 1812)
- 5 dicembre - Elisabetta Alessandrina di Württemberg, principessa (n. 1802)
- 6 dicembre - Simonas Daukantas, etnografo, storico e scrittore lituano (n. 1793)
- 8 dicembre - George Boole, matematico e logico inglese (n. 1815)
- 10 dicembre - Henry Schoolcraft, geografo, geologo e etnologo statunitense (n. 1793)
- 11 dicembre - Antonio Statella di Cassaro, politico e diplomatico italiano (n. 1785)
- 13 dicembre - Pietro Boyl di Putifigari, politico italiano (n. 1804)
- 15 dicembre - Eliza Farnham, scrittrice e attivista statunitense (n. 1815)
- 18 dicembre - José Justo Corro, politico messicano (n. 1794)
- 20 dicembre - Schelto van Heemstra, politico olandese (n. 1807)
- 20 dicembre - Angelantonio Masini, brigante italiano (n. 1837)
- 20 dicembre - Giulio Terzaghi, patriota e funzionario italiano (n. 1812)
- 21 dicembre - Luigi d'Asburgo-Lorena, nobile (n. 1784)
- 24 dicembre - Anna Zofia Sapieha, nobildonna polacca (n. 1799)
- 24 dicembre - Heinrich Hössli, scrittore svizzero (n. 1784)
- 28 dicembre - Marie-Nicolas Bouillet, lessicografo e filosofo francese (n. 1798)
- 30 dicembre - Giuseppe Ferrigni, magistrato e politico italiano (n. 1797)
- 31 dicembre - George M. Dallas, politico e diplomatico statunitense (n. 1792)

## Senza giorno specificato(35)
- Clemente Alberi, pittore italiano
- Siegfried Bendixen, pittore e litografo tedesco (n. 1786)
- Henry Bird, crickettista inglese (n. 1800)
- Andrej Vasil'evič Bogdanovskij, generale, politico e nobile russo (n. 1780)
- Romualdo Cantara, politico italiano (n. 1793)
- Giovan Battista Capponi, funzionario e nobile italiano (n. 1797)
- Giovanni David, tenore italiano (n. 1790)
- Delgadito, condottiero nativo americano
- Aleksandr Vasil'evič Družinin, scrittore e critico letterario russo (n. 1824)
- Claude Dubufe, pittore francese (n. 1789)
- Giuseppe Ferrari, scultore italiano (n. 1804)
- Juan Gualberto Godoy, scrittore argentino (n. 1793)
- Pierre François Pascal Guerlain, profumiere francese (n. 1798)
- Jacques Jasmin, poeta francese (n. 1798)
- Konstanty Kalinowski, giornalista, scrittore e rivoluzionario bielorusso (n. 1838)
- Luis Lamas, politico uruguaiano
- Amedeo Lavy, scultore e medaglista italiano (n. 1777)
- William Lobb, botanico britannico (n. 1809)
- Giovanni Macrijanni, mercante, politico e militare greco (n. 1797)
- Hillel Paritcher, rabbino, mistico e filosofo russo (n. 1795)
- Salvatore Maniscalco, funzionario italiano (n. 1813)
- William Charles Linnaeus Martin, naturalista inglese (n. 1798)
- Louis-Hippolyte Lafontaine, politico canadese (n. 1807)
- Salomon Müller, naturalista tedesco (n. 1804)
- Nana Asma'u, poetessa nigeriana (n. 1793)
- Omar ibn Said, teologo arabo
- Jemmy Button, nativo americano (n. 1815)
- Ferdinando Rodriquez, medico e scrittore italiano (n. 1814)
- Karl Schmidt, pedagogista tedesco (n. 1819)
- Johann Lukas Schönlein, fisiologo tedesco (n. 1793)
- Stepan Petrovič Ševyrëv, scrittore russo (n. 1806)
- Robert Torrens, funzionario britannico (n. 1780)
- Carlo Antonio Venturi, micologo italiano (n. 1805)
- Antonio Zabaleta, architetto spagnolo (n. 1803)
- Humaid I bin Rashid Al Nuaimi, politico emiratino